# Brinzio
Brinzio est une commune italienne de la province de Varèse dans la région Lombardie en Italie.

## Toponyme
Provient du mot insubre n-so-bri, qui désigne les palafittes sur lesquels probablement vivaient les premiers habitants du territoire.

## Administration

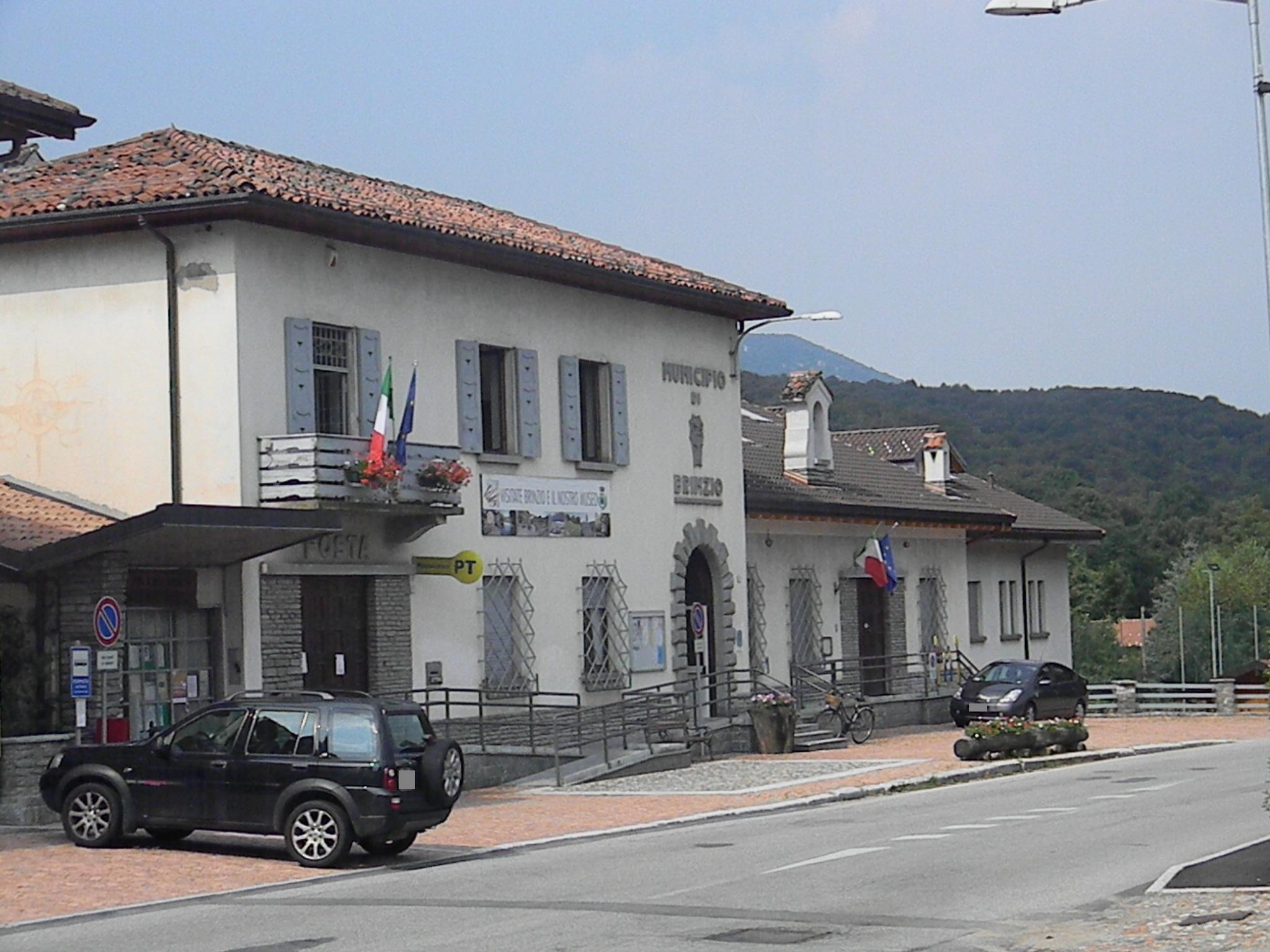
La mairie de Brinzio.

| Période                                  | Période  | Identité           | Étiquette | Qualité |
| ---------------------------------------- | -------- | ------------------ | --------- | ------- |
| 1991                                     | 2004     | Roberto Piccinelli | "Brinzio" |         |
| 2004                                     | En cours | Sergio Vanini      | "Brinzio" |         |
| Les données manquantes sont à compléter. |          |                    |           |         |

### Jumelages
Brinzio est jumelé avec:
- Chaux ( France), depuis 2013[2].

### Hameaux
Pau Majur, Ranchèt, Fonte del Cerro, Monte Legnone, Monte Martica, C.na Valicci, Roccolo, Passo Varrò, Sass dul Scurbàtt, C. Pregambarìt, Magolcio, Cascada dul Pesech

### Communes limitrophes
| Rancio Valcuvia    | Bedero Valcuvia | Valganna     |
| Castello Cabiaglio | Brinzio         |              |
|                    | Varèse          | Induno Olona |

## Galerie de photos

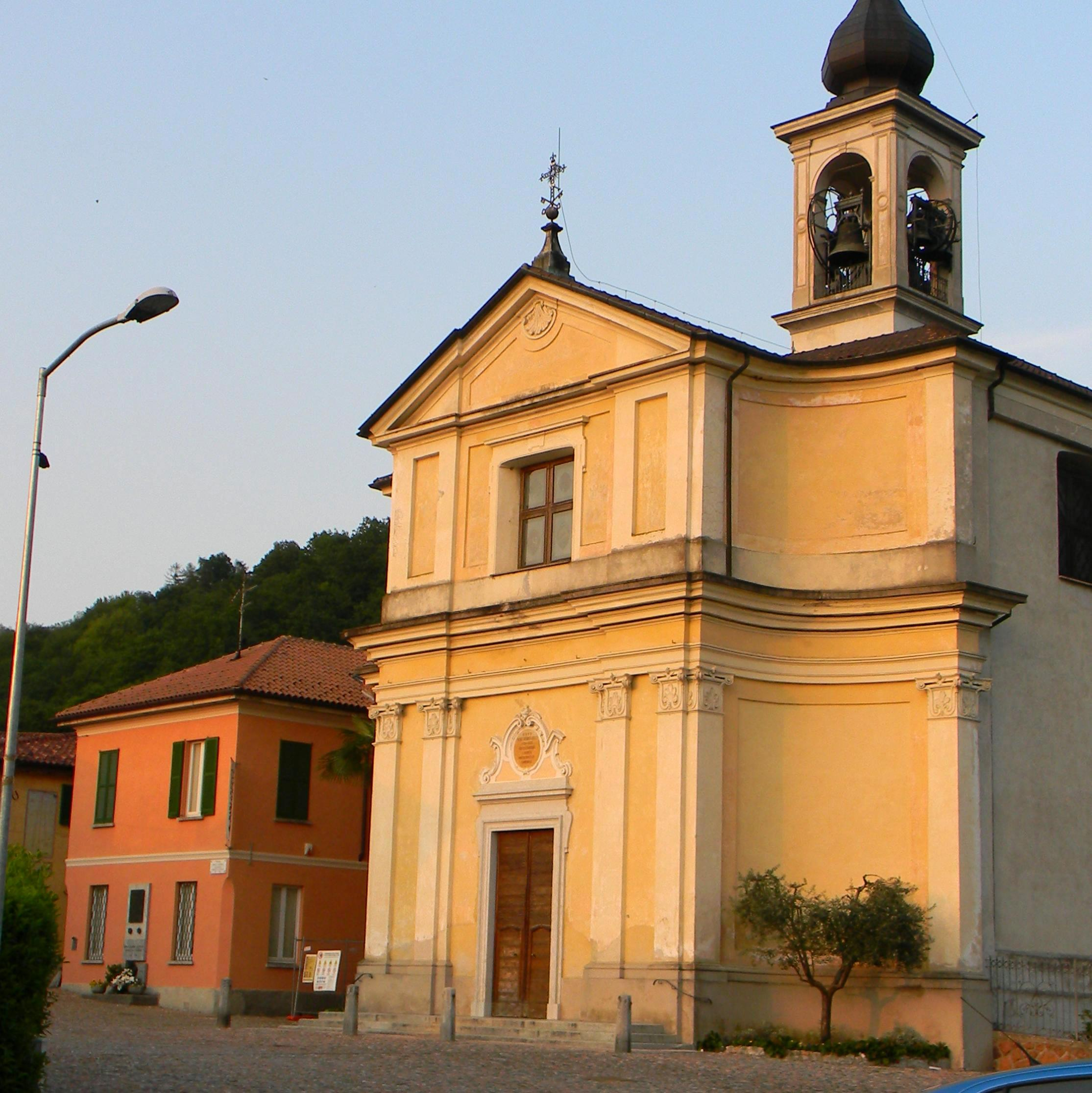
L'église, bâtie au XVIIIe siècle, dédiée à Saint Pierre et Saint Paul.